# تیری دماره
تیری دماره، (انگلیسی: Thierry Desmarest؛ زادهٔ ۱۸ دسامبر ۱۹۴۵) کارآفرین، بازرگان و مدیر ارشد اجرایی فرانسوی است، که در حال حاضر به‌عنوان رییس هیئت مدیره شرکت توتال فعالیت می‌کند.